# José Carlos Meza
José Carlos Meza Pereira (San José de Melipilla, 7 de marzo de 1989) es un abogado y político chileno, militante del Partido Republicano. Desde marzo de 2022, se desempeña como diputado de la República en representación del distrito n° 9 de la Región Metropolitana de Santiago, por el periodo legislativo 2022-2026.

## Familia y estudios
Nacido en la localidad rural de San José de Melipilla, donde pasó su infancia y parte de su adolescencia. Fue criado en el seno de una familia católica compuesta por José Meza, obrero de la construcción y de Gloria Pereira, campesina dedicada a la recolección temporaria de frutas, además de su hermano gemelo y otros dos hermanos.su familia con raíces étnicas propiamente chilena.
Realizó sus estudios primarios en la escuela rural San José de la Villa, de Melipilla, mientras que sus estudios secundarios los cursó en el Liceo Hermanos Sotomayor Baeza de dicha comuna, en las afueras de la Región Metropolitana de Santiago. Una vez egresado, en 2007 ingresó a la Pontificia Universidad Católica de Valparaíso (PUCV) para estudiar derecho, casa de estudios donde se licenció en ciencias jurídicas en 2012. Fue allí donde se acercó al gremialismo y se desempeñó como dirigente estudiantil, siendo opositor a las peticiones estudiantiles universitarias dirigidas en aquel entonces por Jorge Sharp. Se tituló de abogado jurando en la Corte Suprema de Chile el 21 de enero de 2021.

## Carrera laboral
Brindó asesorías legislativas a la entonces diputada María José Hoffmann, entre enero de 2017 y marzo de 2018. Desde marzo de 2018 fue coordinador territorial de Acción Republicana, movimiento fundado por José Antonio Kast, siendo su director ejecutivo desde septiembre de 2019 hasta marzo de 2022.

## Carrera política
En la actualidad reside en la comuna de Recoleta, en Santiago, donde se presentó como candidato a alcalde en las elecciones municipales de 2021, por el Partido Republicano, resultando en tercer lugar con el 12,06% de los votos.
En las elecciones parlamentarias de 2021, fue elegido como diputado por el distrito n° 9 que abarca las comunas de Cerro Navia, Conchalí, Huechuraba, Independencia, Lo Prado, Quinta Normal, Recoleta y Renca, por el período 2022-2026. Obtuvo 14.747 votos, equivalentes a un 4,42 % del total de sufragios válidamente emitidos. Asumió el cargo el 11 de marzo de 2022, pasando a integrar las comisiones permanentes de Medio Ambiente y Recursos Naturales; y de Deportes y Recreación.
Actualmente, dejó de integrar la Comisión de Deportes y se incorporó a la Comisión de Gobierno Interior, donde ha promovido la llamada "Ley Antipitutos", que busca restringir la contratación de parientes de políticos en el aparato estatal.[cita requerida]

## Historial electoral

### Elecciones municipales de 2021
- Elecciones municipales de 2021 para la alcaldía de Recoleta

| Candidato               | Pacto                         | Partido | Votos  | %      | Resultado |
| ----------------------- | ----------------------------- | ------- | ------ | ------ | --------- |
| Daniel Jadue Jadue      | Chile Digno, Verde y Soberano | PCCh    | 35.237 | 64,08% | Alcalde   |
| Mauricio Smok Allemandi | Chile Vamos                   | UDI     | 13.118 | 23,86% |           |
| José Meza Pereira       | Republicanos                  | PRCh    | 6.631  | 12,06% |           |

### Elecciones parlamentarias de 2021
- Elecciones parlamentarias de 2021, candidato a diputado por el distrito 9 (Cerro Navia, Conchalí, Huechuraba, Independencia, Lo Prado, Quinta Normal, Recoleta y Renca)[6]

| Candidato                  | Pacto                    | Partido | Votos  | %     | Resultados |
| -------------------------- | ------------------------ | ------- | ------ | ----- | ---------- |
| Karol Cariola Oliva        | Apruebo Dignidad         | PCCh    | 78 719 | 23,60 | Diputada   |
| Jorge Durán Espinoza       | Chile Podemos Más        | RN      | 21 794 | 6,53  | Diputado   |
| Maite Orsini Pascal        | Apruebo Dignidad         | RD      | 19 040 | 5,71  | Diputada   |
| Pablo Maltés Biskupovic    | Dignidad Ahora           | PH      | 16 106 | 4,83  |            |
| José Meza Pereira          | Frente Social Cristiano  | PRCh    | 14 737 | 4,42  | Diputado   |
| Érika Olivera de la Fuente | Chile Podemos Más        | ILAA    | 13 803 | 4,14  | Diputada   |
| Carlos Castro Fuentealba   | Independientes Unidos    | CU      | 12 565 | 3,77  |            |
| Elizabeth Ñanco Lincopi    | Partido Ecologista Verde | PEV     | 9 183  | 2,75  |            |
| Boris Barrera Moreno       | Apruebo Dignidad         | PCCh    | 7 763  | 2,33  | Diputado   |
| Álvaro Erazo Latorre       | Nuevo Pacto Social       | PS      | 5 707  | 1,71  |            |
| Natalia Castillo Muñoz     | Nuevo Pacto Social       | ILAH    | 4 137  | 1,21  |            |
| Andrés Giordano Salazar    | Apruebo Dignidad         | ILAR    | 2 842  | 0,85  | Diputado   |